# Бомбардировка Горького
Бомбардировка Горького — серия бомбовых авиаударов со стороны немецкой авиации, с осени 1941 по лето 1943 года. Основной целью бомбардировок было разрушение промышленного потенциала города. Наибольшие повреждения получил завод им. Молотова. За время войны вражеские бомбардировщики совершили 43 налёта, из них 26 налётов ночью. На город было сброшено 33 934 зажигательных бомбы и 1631 — фугасная. Бомбардировки Горького стали самыми крупными ударами Люфтваффе по тыловым районам Советского Союза в годы войны.

## Горький перед началом бомбардировки
Условие уничтожения промышленности Горького было в плане «Барбаросса» с самого начала. В то время он был одним из крупнейших производителей и поставщиков вооружения Красной армии. Полный захват Горького и его взятие под свой контроль планировался нацистской Германией во второй половине сентября 1941 года. Сначала немцы должны были уничтожить оборонную промышленность города — Автозавод имени Молотова, заводы: имени Ленина, «Сокол», «Красное Сормово» и «Двигатель Революции». После захвата в нём планировалось создать Генеральный округ Горький (нем. Generalbezirk Gorki) или Генеральный округ Нижний Новгород (нем. Generalbezirk Nischni Nowgorod), входящий в Рейхскомиссариат Московия. Горьковский машиностроительный завод планировалось переоборудовать под выпуск немецкой военной техники.
31 октября 1941 года на автозавод пришло распоряжение Иосифа Сталина о том, что необходимо резко увеличить производство лёгких танков Т-60 и в ближайшие 2—3 дня довести его до 10 танков в день, поскольку Башзавод не мог полностью выполнять своих функций.
Руководство города было в курсе, что Горький в любой момент может подвергнуться атаке немецкой авиации, в связи с чем срочно встала необходимость работ по укреплению городской системы ПВО и маскировке производственных площадок. Однако необходимые меры не были доведены до конца. Особенно отставала маскировка объектов. На радиотелефонном заводе № 197 имени Ленина прошло экстренное совещание. После него (1 ноября) был утверждён план, согласно которому необходимо было придать заводу вид жилого посёлка на окраине Горького. В плане противовоздушной обороны этот завод был полностью готов. Московский вокзал, наряду с Казанским, стал важным стратегическим объектом. Для связи двух вокзалов между собой были проложены железнодорожные пути через грузовой порт на Стрелке и Канавинский мост.
В октябре 1941 года командующим Горьковским бригадным районом ПВО был назначен Николай Марков. В это время на обороне города имелось около 50 зенитных орудий и несколько прожекторов Б-200.

### Причины выбора автомобильного завода в качестве главной цели бомбардировок
Горьковский автомобильный завод к июню 1943 года выпускал автомобили ГАЗ-ММ, бронеавтомобили БА-64, лёгкие танки Т-70 и САУ на их базе. Кроме того, производились миномёты и снаряды. Велась сборка иностранных автомобилей и бронетехники, поставленных по ленд-лизу. Его и выбрали немцы по ряду причин:
- Хорошая изученность объекта бомбардировок. В строительстве Горьковского автозавода принимали участие немецкие фирмы и специалисты. Было хорошо известно не только его размещение и оборонный потенциал, но и планировка всех цехов и коммуникаций. Уничтожение предприятия в этих условиях облегчалось: выводились из строя системы энерго- и водоснабжения, главный удар наносился по наиболее важным цехам, было хорошо известно, по каким объектам нужно применять те или иные типы боеприпасов.
- Пропагандистский эффект. Горьковский автозавод был крупным и достаточно хорошо известным в мире предприятием, сообщение о его уничтожении производило больший пропагандистский эффект, чем о каком-либо малоизвестном номерном заводе. Особое значение это имело после неудач вермахта под Сталинградом и перед началом крупной наступательной операции под Курском.
- Действия контрразведки. К июню 1943 года органами «Смерш», НКВД и НКГБ было обезврежено и перевербовано большое количество заброшенных в тыл немецких разведчиков-парашютистов, через захваченные радиостанции велись радиоигры с противником, в ходе которых внедрялась дезинформация о состоянии промышленности, в частности, в г. Горьком велись 2 радиоигры: «Друзья» (с 5 мая 1943 г.) и «Заряд» (с 17 сентября 1942 г., впоследствии названа «Семёнов»)[Л 5]. Немецкое командование считало ГАЗ головным танковым заводом СССР, выпускавшим 800 танков Т-34 в неделю[Л 4].
- Действия ПВО. Авиационный, танковый и артиллерийский заводы располагались в другом районе города и имели свою систему ПВО, прорыв которой потребовал бы дополнительных сил, потери авиации были бы больше, а эффективность бомбардировок ниже. Не исключено также, что этот район имел более плотное зенитное прикрытие. Однако это было не единственное предприятие города, имеющее большое оборонное значение. В Сормовском и Московском районах Горького также работали:
  - Авиационный завод имени С. Орджоникидзе № 21. Во время войны выпустил около 1/3 всех истребителей и в июне 1943 года налаживал производство новейших Ла-5ФН, мощность предприятия составляла около 400 самолётов в месяц. Главный конструктор Семён Лавочкин
  - Артиллерийский завод № 92. Крупнейшее предприятие страны по разработке и выпуску артиллерийских систем. Главный конструктор Василий Грабин.
  - Завод № 112 — помимо подводных лодок и паровозов, из его цехов, начиная c октября 1941 года, вышло около 30 % всех танков Т-34.

Бомбардировка этих заводов в 1943 году по ряду причин практически не производилась. Они подвергались массированным атакам авиации в 1941 и 1942 годах.

## Атаки немецкой авиации

### Ноябрь 1941 года

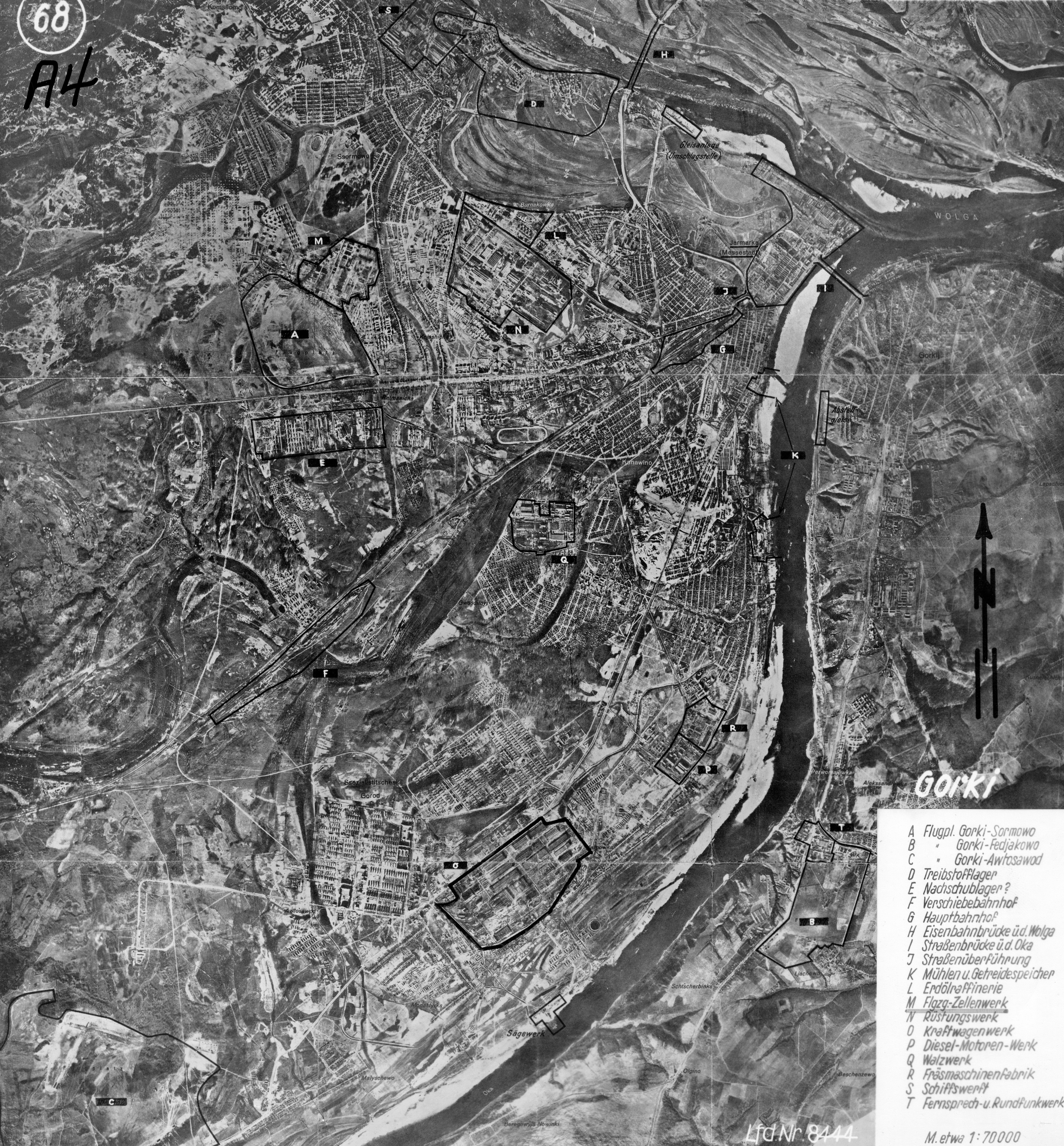
Немецкая карта Горького с указанием целей для бомбардировок
A — Аэродром Горький-Сормово
B — Аэродром Горький-Федяково
С — Аэродром Горький-Автозавод
D — Топливный склад
E — Продуктовый склад
F — Железнодорожная платформа
G — Главный вокзал
H — Железнодорожный мост через Волгу
I — Окский мост
J — Эстакада
K — Мельницы и амбары
L — Нефтеперерабатывающий завод
M — Авиастроительный завод
N — Оборонный завод
O — Автозавод
P — Дизелестроительный завод
Q — Прокатный цех
R — Станкозавод
S — Судостроительный завод (Волга)
T — Радиотелефонный завод
Ярмарка

Одиночные разведывательные полёты над Горьким начались с осени 1941 года. Немецкие самолёты пролетали на большой высоте, «зависая» над автозаводом. Первый самолёт-разведчик Ju-88 появился в небе над городом 9 октября в 13:00. Бомбардировки в окрестностях города начались 22 октября, удару подвергся элеватор и склады станции Сейма (недалеко от Дзержинска).
После этого последовало два крупных налёта на Горький. В атаках участвовали самолёты Хе-111 100-й бомбардировочной эскадры «Викинг», которые поднимались с аэродрома Сеща.
Первый налёт, 4 и 5 ноября, начался в 16:30. По оценкам ПВО, в нём участвовало до 150 самолётов. Из них к городу прорвалось только 11. Самолёты подходили одиночно и группами по 3—16 машин с интервалом 15—20 минут. Бомбардировка продолжалась всю ночь. Помимо бомб также сбрасывались листовки. Были атакованы автозавод, завод имени Ленина и завод «Двигатель Революции». Погибло 55 человек, ранено 141. По немецким данным, в налёте участвовало 15 машин. Первые самолёты появились над городом ещё в светлое время суток и, прицельно сбросив бомбы, с бреющего полёта начали расстреливать из пулемётов бегущих по улицам людей. От прямого попадания в главный корпус погибли директор и часть руководства завода им. Ленина. На автозаводе погиб руководящий состав от прямого попадания в бомбоубежище. Оказалось, что на территории ГАЗа находились диверсанты, которые указывали цели для бомбардировок при помощи света от фонарей. Во время ночной волны бомбардировок удар пришёлся в основном по второстепенным объектам, жилым районам и полю в районе Стахановского посёлка. Сбрасывались зажигательные и фугасные бомбы массой от 70 до 250 кг, а также тяжёлые бомбы-мины BM-1000 массой 871 кг.

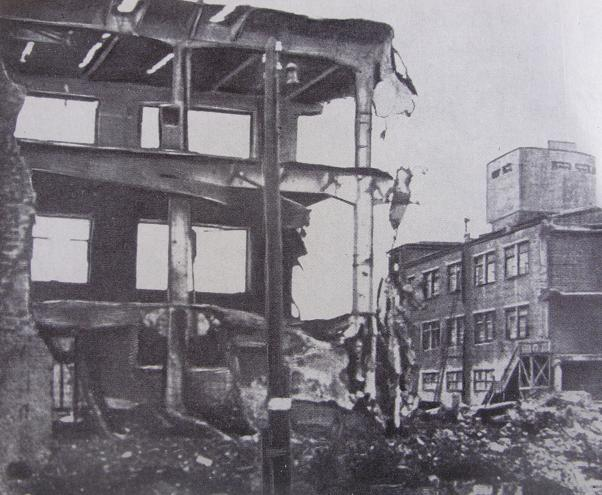
Последствия бомбардировки завода им. Ленина в Горьком. Ноябрь 1941 года

Второй налёт произошёл в ночь с 5 на 6 ноября. Была объявлена воздушная тревога, в 23:34 целенаправленным бомбовым ударом повреждены ЛЭП, идущие от Балахнинской ГРЭС к городу. Часть промышленных районов была временно обесточена. В 01:47 начался налёт на Горький. Бомбардировкам подверглись автозавод, заводы «Красное Сормово», авиационный № 21 и жилой сектор. Зенитные батареи оказывали активное сопротивление и бомбометание было менее точным. По данным ПВО, к городу прорвалось 14 самолётов. В районе ГАЗа 5 человек погибло, 21 — ранен.
Всего, по результатам 2-х налётов, были повреждены: главная контора автозавода, гараж, кузница, штамповочный корпус, профтехкомбинат (в результате пожара здания погибла часть заводского архива), опытные мастерские, ремонтно-механический цех, механический цех № 2, ТЭЦ № 2, колёсный цех, моторный цех № 2, цех литейный серого чугуна, прессовый цех, ДОЦ № 1 и жилой массив района. Было разрушено здание заводоуправления «Двигателя революции». В нескольких местах возникла паника. Этому способствовало большое количество беженцев, наполнивших город (немецкие войска стояли на подступах к Москве). Часть населения начала покидать городские районы. На заводах был приостановлен выпуск части продукции, однако производство лёгких танков Т-60 на автозаводе по-прежнему быстро росло (октябрь — 215, ноябрь — 480, декабрь — 625). Отсутствие зенитных пулемётов позволяло немецким самолётам вести прицельное бомбометание с малых высот. Значительное количество убитых составили беженцы из Москвы, расселённые в Автозаводском районе. Ни один немецкий самолёт тогда сбит не был.
8 ноября 1941 года Горьковский бригадный район ПВО был усилен 58-й и 281-й отдельными зенитно-артиллерийскими дивизионами, 142-й истребительной авиационной дивизией и 45-м зенитно-прожекторным полком.
В этот же день в 15:20 над Горьким прошёл разведчик Ju-88D, после чего, c 12 по 18 ноября 1941 года, немцы предприняли ряд налётов одиночными самолётами с основной целью разрушить Окский мост. Однако промахнулись.

### Бомбардировки 1942 года
В ночь с 3 на 4 февраля одиночный самолёт, заглушив двигатели и спланировав с большой высоты, прорвал заслон ПВО и сбросил 3 бомбы на автозавод. Были повреждены колёсный и моторный цеха, убито 17 рабочих и 41 — ранен. В этом налёте впервые были обнаружены немецкие агенты-корректировщики. Они осуществляли целеуказание, запуская с земли сигнальные ракеты красного и белого цвета.
В ночь 4 — 5, 6 — 7 и 23 — 24 февраля предприняты 3 попытки налёта на Горький. По данным ПВО, при первой атаке прорвался 1 самолёт из 12. Было сброшено 5 бомб на автозавод и Стахановский посёлок. При второй и третьей атаках прорывов не произошло. По немецким данным, 5—6 февраля был совершен налёт одиночным самолётом. Всего в результате февральских бомбардировок 1942 года было убито 20 и ранено 48 человек. Промышленным объектам был нанесён незначительный урон.
В конце мая вновь совершено 5 разведывательных полётов над городом.
30 мая и 10 июня были предприняты 2 неудачных попытки атак Горького, Бора и Дзержинска. Тогда для обороны наиболее важных объектов стали применяться аэростаты заграждения и зенитные орудия канонерских лодок Волжской флотилии. Бомбардировка велась с большой высоты. Примерно 50 бомб упало на жилой сектор и ремонтную базу № 97, где шла сборка танков, поступающих по ленд-лизу.
Одиночные разведчики Ju-88 и Do-215 на разных высотах пролетали над городом с 1 по 5 июня. 23 июня Ju-88 с большой высоты бомбил авиазавод № 21, однако, бомбы упали в Сормовский парк.
В ночь с 24 на 25 июня группа самолётов сбросила бомбы на окраине Горького, в окрестностях посёлка Стригино. Другой самолёт сбросил две бомбы массой по 500 кг на авиазавод № 21 (разрушен склад лесоматериалов). Одна из бомб тогда не взорвалась.
27 июля заместитель командира эскадрильи 722-го истребительного авиационного полка Пётр Шавурин на МиГ-3 перехватил возвращавшийся с облёта Горького очередной разведчик Ju-88D и сбил его таранным ударом. Самолёты упали в районе деревень Козловка — Санницы — пос. Тумботино. Таран объяснялся тем, что слабое вооружение МиГ-3 не позволяло эффективно бороться с бомбардировщиками. Однако на тот момент это была единственная модель высотного истребителя на вооружении ПВО. Обломки немецкого самолёта были собраны и выставлены для обозрения на Советской площади у памятника Валерию Чкалову.
В ночь с 5 на 6 ноября группой немецких самолётов была предпринята неудачная попытка разбомбить нефтеперерабатывающий завод «Нефтегаз» (сейчас не существует). На завод упало 9 фугасных и несколько зажигательных бомб, которые были потушены. В результате налёта оказалась сильно повреждена котельная, убито 4 рабочих. Завод 3 дня простаивал, а затем 3 недели работал не на полную мощность. Большинство зажигательных бомб попало на соседний артиллерийский завод. Несколько бомб взорвались в районе Московского вокзала. В этом налёте немецкая авиация впервые применила осветительные авиабомбы.

### Июнь 1943 года

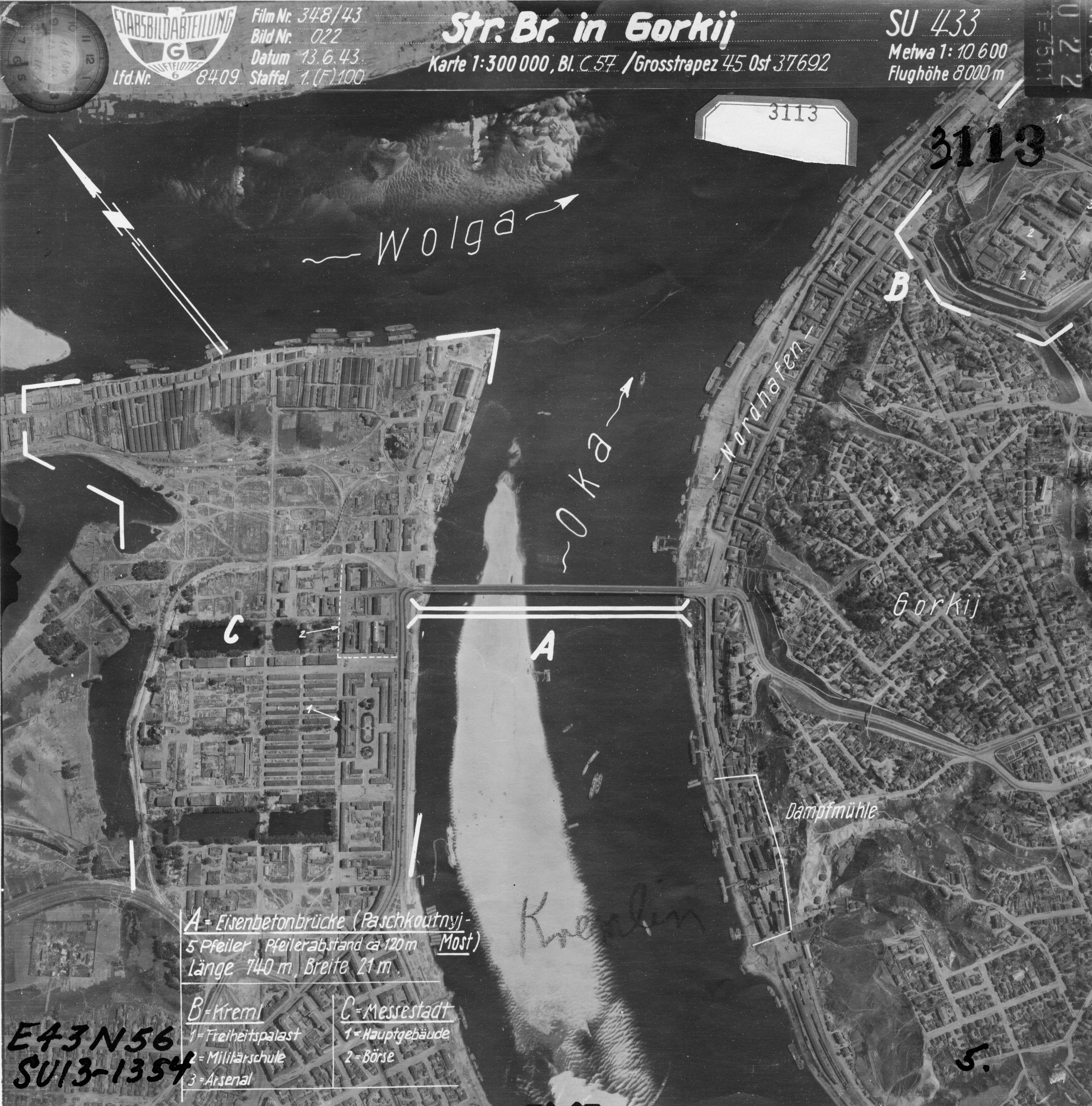
Аэрофотосъёмка Горького с указанием целей для бомбардировок. Стратегический центр «Кремль»:
A — Железобетонный (Плашкоутный) мост (5 опор, расстояние между опорами ~120 м, длина 740 м, ширина 21м);
B — Кремль (1 — Дом Советов, 2 — Военная школа, 3 — Арсенал);
С — Ярмарка (1 — Главный Дом, 2 — Биржа);
Мельница обведена белой сплошной линией.

В июне 1943 года, после продолжительного затишья, Горький подвергся серии массированных ночных атак немецкой авиации. Основной целью стал завод им. Молотова. Налёты проводились в рамках подготовки к крупной наступательной операции лета-осени 1943 года, в ходе которой наносились авиаудары по промышленным центрам Поволжья: Горький, Ярославль, Саратов. По степени массированности это был один из крупнейших ударов Люфтваффе за всю войну по тыловым городам Советского Союза.

#### Действия немецкой авиации
В налётах участвовали двухмоторные бомбардировщики эскадрилий KG-27 и KG-55, которые поднимались с аэродромов под Орлом и Брянском. Огибая с юга мощную зону ПВО Москвы, они подходили к Горькому с направлений Вязников, Богородска и Арзамаса. Чтобы максимально использовать тёмное время суток, бомбардировки велись с 0:00 до 2:00. Предварительно цель обозначалась осветительными ракетами и подавлялись средства ПВО, затем проводилась бомбардировка с разных высот и направлений. От налёта к налёту тактика менялась. На город сбрасывались фугасные, осколочные и зажигательные бомбы различных калибров (до 2000 кг), а также зажигательные жидкости. Результаты каждого налёта фиксировал самолёт-разведчик, проходя над городом на высоте 7 км, примерно в 17:00 следующего дня.
В первом налёте, в ночь с 4 на 5 июня, в целях прикрытия, была запущена дезинформация о подготовке атаки Люфтваффе на Москву. По данным ПВО, участвовало до 45 самолётов «Хейнкель-111», «Юнкерс-88», Фокке-Вульф 200 «Кондор». Они подходили с направлений Владимир — Ковров — Горький и Кулебаки, Арзамас — Горький. Бомбардировка началась в 00:45. В город прорвались около 20 самолётов. Всего было сброшено 289 авиабомб, из них 260 на автозавод. Имелись многочисленные прямые попадания в цеха автозавода: 57 фугасных авиабомб и 46 зажигательных, сразу же повреждены ТЭЦ № 1 и подстанция автозавода, в результате завод оказался обесточен и подача воды для тушения пожаров насосами прекратилась на 2 часа. Были выведены из строя главный конвейер, рессорный цех, цех шасси, прессовый и термический цеха, кузница № 3. Также были разрушены несколько домов и больница. В районе и на заводе были убиты 70 человек, ранены 210. Попытки прорваться в северную часть города, к заводам «Красное Сормово», № 21 и № 92, не удались. Немецкой авиацией было потеряно 5 самолётов. По немецким данным, в налёте участвовало 168 самолётов He 111 и Ju 88. Из них по Горькому отбомбились — 149.

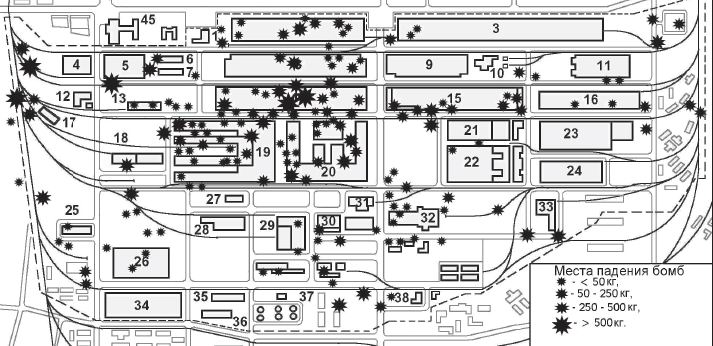
Схема падения немецких авиабомб на территории ГАЗа в ходе налета в ночь с 4 на 5 июня 1943 г.

Утром 4 июня немцы изучали карты Горького. Разрабатывались схемы полётов и тактика бомбардировок. Поначалу офицеры Вермахта думали, что целью станет Москва, однако позднее стало понятно, что налёт предстоит на крупнейший центр производства и промышленности.
Около 22:30 штаб Горьковского ПВО получил тревожное сообщение из Москвы о том, что большая группа бомбардировщиков прошла от линии фронта над Тулой и движется на северо-восток. В 23:56 был подан сигнал воздушной тревоги. Он был принят и продублирован по всему городу на заводах, ж/д станциях и административных учреждениях. Но, как оказалось, после гудка сирен на многих объектах была проявлена халатность при светомаскировке и обороне. Так, на крупной железнодорожной станции Горький-Сортировочный были демаскированы несколько окон, освещавшие противнику территорию депо. В результате было отключено центральное освещение во всём городе. Зенитчики стали готовиться к отражению налёта, и над городом появились аэростаты заграждения.
В 00:10 с постов ВНОС в Вязниках и Кулебаках стали докладывать о приближении вражеской авиации к центру Горького. Затем поступили донесения, что первые самолёты уже на подходе к городу. Первыми стали стрелять зенитные установки 742-го ЗенАП, затем подключилась артиллерия с других секторов.
Первые вражеские самолёты сбросили над Горьким несколько осветительных бомб. Чтобы дезориентировать советские ПВО и не дать понять, что является главным объектом бомбардировки, бомбы освещали сразу 4 района: Автозаводский, Ленинский, Сталинский и Кагановичский. Также была сброшена так называемая «люстра» над Окским мостом.
Первая группа Ju-88 атаковала водозаборные станции на Оке и водопровод Автозаводского района. Прямым попаданием был уничтожен узел управления водоснабжением и теплофикацией. Несколько бомб попали в Автозаводскую ТЭЦ, в результате чего были остановлены все турбогенераторы. Вышла из строя заводская электроподстанция. ГАЗ оказался отрезанным от водоснабжения и полностью обесточенным.
Следом к городу подошли группы «Юнкерсов» и «Хейнкелей». Их основной целью стал ГАЗ. Помимо фугасных и осколочных бомб, в их арсенале были также и зажигательные. Секторы завода были разделены между эскадрильями. Главный удар пришёлся по кузнечному, литейному и механосборочному цехам. От попадания фугасных и зажигательных бомб в механосборочном цехе № 1 начался крупный пожар.
В ту ночь отражение налёта оказалось крайне неэффективным. В зенитных полках отсутствовало оперативное управление огнём. Команды приходили на батареи с запозданием и не отвечали реальной ситуации в Горьком. Во время бомбардировки связь с командованием оказалась полностью оборвана. Взаимодействие с прожектористами также отсутствовало, поэтому ни один вражеский самолёт, попавший под прожектор, обстрелян не был. В неудачной обороне сыграло роль долгое затишье над городом, когда казалось, что война уже далеко.
Тем временем на город шла замыкающая группа бомбардировщиков. По воспоминаниям лётчиков, над городом поднималось огромное пылающее облако и клубы дыма, что мешало точно прицелиться и попасть в цель. В результате Люфтваффе сбросили бомбы на окрестные дома и посёлки. Были разрушены множество жилых домов и бараков в Автозаводском районе, Американском посёлке и посёлке Стригино.
Во втором налёте, в ночь с 5 на 6 июня, по оценкам ПВО, участвовало от 80 до 150 самолётов «Хейнкель-111». Бомбардировка длилась с 00:31 до 02:08. Атака производилась шестью группами с разных высот и направлений. Прорвалось около 30 самолётов, которые бомбили: автозавод, Соцгород, Сормово, Мызу и аэродром. Первые группы произвели атаку на зенитные батареи. Приглушив двигатели, они бесшумно вошли в зону бомбометания. Основной удар был нанесен по западной и северной сторонам автозавода. Была выведена из строя основная линия электропередачи и сильно повреждена водонапорная сеть. Полностью сгорели монтажный цех, отдел смежных производств, склад резины, парк автомобильных тягачей, паровозное депо, цех шасси и диетическая столовая. Окончательно сгорел главный конвейер. На завод было сброшено около 100 бомб. Пострадал жилой квартал и туберкулёзная больница. В деревне Монастырка сгорели и были разрушены 60—80 домов. По немецким данным, в налёте участвовало 128 самолётов, 2 из них были потеряны. При этом часть самолётов в бомбардировке Горького не участвовала и бомбила Сталиногорск. На территории автозавода и в прилегающих районах погибло 90 человек, 183 было ранено.
Третий налет с 6 на 7 июня, по данным ПВО, был наиболее мощным. В нём участвовало 157 самолётов «Хейнкель-111» и «Юнкерс-88». По немецким данным — 154 самолёта, часть из которых вновь бомбила Сталиногорск.
Основной удар пришёлся на центральную и юго-западную части города (автозавод, Соцгород, Мыза). Был полностью уничтожен огнём очень важный объект — колёсный цех ГАЗа. В нём изготавливались колёса для пушек артиллерийского завода им. И. В. Сталина № 92, катки для танков Т-34 завода «Красное Сормово» и снаряды для установок «Катюша». Были повреждены инструментально-штамповочный корпус, прессово-кузовной и механический цеха и железнодорожное депо. Всего на предприятие было сброшено 170 бомб, из которых 83 попали непосредственно в заводские здания. На заводе 38 человек погибло, 83 было ранено. Кроме того, под бомбовый удар попали Соцгород, Американский посёлок, Монастырка, АТС, райисполком, поликлиника, центральный клуб, электрическая подстанция, отдел милиции и гараж райкома ВКП(б). Разрушена часть домов на проспекте Молотова, особенно пострадали два дома: № 28 и № 30. В районе погибло 73 человека, 149 были ранены. Огнём артиллерии сбито 4 самолёта, истребителями — 2.
7 июня немецкое радио объявило об уничтожении автомобильного завода в Горьком.
В четвёртом налете с 7 на 8 июня, по данным ПВО, участвовало 50 — 60 самолётов. Из них на завод прорвались 3. Было сброшено 9 фугасных и 7 зажигательных бомб. Пострадал литейный цех ковкого чугуна и жилой сектор. Было сбито 6 самолётов. По немецким данным на город было сброшено 39 тонн бомб.
Всего, по результатам четырёх налётов, на завод были сброшены 993 авиабомбы, из них фугасных — 614, зажигательных и комбинированных — 379. По данным медслужбы, пострадали 698 человек, из них убиты 233, умерли от ран в госпиталях — 24, ранены 465.
С 8 на 9 июня была предпринята попытка очередного налёта на город. Однако бомбардировщики преодолели только 300 км к цели и были возвращены на базу, сбросив бомбы в районе Мичуринска. Службы ВНОС зафиксировали пролёт 36 машин.
В пятом налете с 10 на 11 июня участвовали, по разным данным, от 50 до 110 самолётов. Огонь из тяжёлых зенитных орудий встретил самолёты на подходе к городу. Поэтому сброс бомб производился с высот 4000 — 5500 метров и носил более хаотичный характер. Были атакованы: автозавод, ТЭЦ, водозабор, гавань, жилые кварталы в Ленинском и Ворошиловском районах. Также удары были нанесены по деревням Ляхово, Монастырка, Щербинка и аэродрому Мыза.
Шестой налет с 13 на 14 июня. В атаке участвовали 50 — 80 самолётов. Удар был нанесён по восточной части автозавода и района. По немецким данным, самолёты подходили мелкими группами по маршруту Рязань — Муром — Павлово — Горький. В результате бомбардировки была повреждена водозаборная станция Ленинского района. На завод «Двигатель революции» были сброшены 16 фугасных и 20 тяжёлых зажигательных бомб. Оказались разрушены несколько зданий и часть кровли основного цеха станкостроительного завода № 113. Также был атакован судоремонтный завод им. 25 Октября. Действиями немецких лётчиков руководил лично командир эскадры барон Ханс-Хеннинг фон Бёст. Его самолёт барражировал над городом на большой высоте. Авиационный, артиллерийский и танковый заводы, а также мосты через Оку и Волгу вновь не пострадали. Однако пострадала Карповская церковь, на паперть которой упала бомба. От взрыва погибли 5 человек из церковного совета. Были сорваны наружные двери, разрушены оконные и дверные проемы. Также была сильно повреждена кровля.
Седьмой налет, в ночь с 21 на 22 июня, стал последним. Поскольку это была вторая годовщина нападения Германии на Советский Союз, к схватке готовились обе стороны. По данным ПВО, в нём участвовало 75 самолётов, из которых около 40 прорвались к городу. Сигнал воздушной тревоги был получен в 0:13, зенитная стрельба началась в 1:02, бомбардировка продолжалась с 1:08 до 1:47, отбой тревоги был дан в 2:20. На территорию автозавода были сброшены: 31 осветительная ракета, 15 фугасных, 80 комбинированных (фугасно-зажигательных) и около 300 мелких зажигательных бомб. Пострадали литейный корпус № 3, арматурно-радиаторный корпус и завод «Новая сосна». В жилом квартале возникли четыре пожара. По немецким данным, бомбардировке также подверглась Нижняя часть города, база «Заготзерно», завод им. М. Воробьёва, завод пищеконцентратов и жилые кварталы. Были выведены из строя несколько ЛЭП, предприняты неудачные попытки разрушения Окского и Борского мостов. Командир эскадры Ханс-Хеннинг фон Бёст вновь участвовал в налёте. Во время этой бомбардировки погибли 88 человек, 180 получили ранения.

#### Последствия бомбардировок
Всего, по результатам операции, немецкой авиацией было совершено 645 самолёто-вылетов. На город было сброшено 1631 (1095) фугасных и 3390 (2493) зажигательных бомб. Погибли 254 мирных жителя и 28 бойцов ПВО, ранены соответственно, более 500 и 27 человек. По потерям мирных жителей есть и несколько иные данные — 282 погибших и свыше 500 раненых. На заводе было разрушено 52 здания (полностью такие важнейшие объекты, как главный конвейер, кузнечный цех, цех шасси, колёсный цех, ремонтно-механический цех, моторный цех), выведено из строя 5900 единиц оборудования, 8000 моторов, 8 цеховых подстанций, 28 мостовых кранов, свыше 9000 метров конвейера. Жаркая засушливая погода способствовала возникновению сильных пожаров, а маскировочные щиты на автозаводе, выполненные из досок, были хорошим горючим материалом. Значительная часть завода была разрушена или сгорела. И, хотя он продолжал работать, выпуск продукции в основном прекратился. Силы рабочих были брошены на его восстановление. В то же время, разрушив ГАЗ, Люфтваффе не смогли развить дальнейший успех. В последующих налётах удар наносился по второстепенным промышленным объектам и жилым кварталам, которые были менее защищены. Промышленные предприятия в северной части города пострадали от бомбардировок только косвенно. Значительный урон причинён прилегающим к заводу жилым кварталам Соцгорода, где было уничтожено или повреждено 75 % жилого фонда и многочисленные объекты социально-бытового назначения.
Бомбардировка крупнейшего промышленного центра страны вызвала немедленную реакцию в высших эшелонах власти. 5 июня Сталин лично написал постановление ГКО № 3524 «О противовоздушной обороне г. Горького». Для расследования причин невыполнения задач Горьковским корпусным районом ПВО была назначена комиссия в составе главы НКВД Л. П. Берии, шефа НКГБ В. Н. Меркулова, секретаря ЦК ВКП(б) А. С. Щербакова, председателя Моссовета В. П. Пронина и командующего ПВО страны М. С. Громадина. По результатам работы комиссии был снят и понижен в должности командующий ПВО района — генерал-майор А. А. Осипов. Также был снят с должности директор автозавода А. М. Лифшиц (его место занял И. К. Лоскутов). На усиление ПВО Горьковского промышленного района 8 июня было выделено 100 зенитных орудий малого и среднего калибра, 250 крупнокалиберных пулемётов, 100 прожекторов и 75 аэростатов воздушного заграждения. Практически сразу были начаты восстановительные работы. По инициативе главного конструктора А. А. Липгарта после первого налёта сразу был эвакуирован конструкторский архив завода, с территории был вывезен бензин и начался демонтаж маскировочных щитов, которые становились причиной пожаров.
Для оперативного решения вопросов по восстановлению в Горький прибыли нарком строительства С. З. Гинзбург, его заместитель К. М. Соколов и нарком среднего машиностроения С. А. Акопов.

## Противовоздушная оборона и защита города

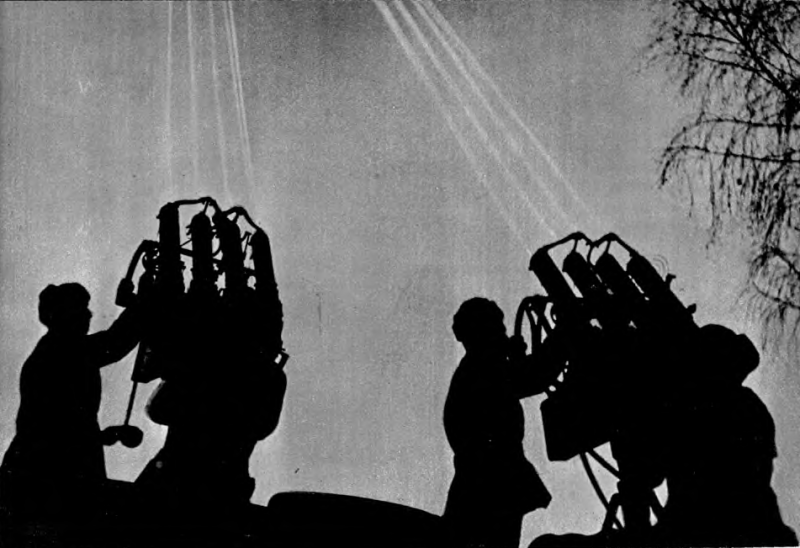
Отражение авианалёта на Горький

Согласно постановлению ГКО № 233 от 22 июля 1941 года, противовоздушную оборону Горького должен был осуществлять артиллерийский полк ПВО в составе 36 орудий 76 мм и 12 орудий малокалиберной зенитной артиллерии. В октябре 1941 года на аэродром города Сейма Горьковской области прибыл командир 142-й авиадивизии полковник С. В. Слюсарев, чтобы принять три новых полка, оснащённых истребителями ЛаГГ-3. Здесь он пробыл некоторое время.
После ноябрьских налётов на Горький полковник получил приказ от Сталина немедленно отбыть в город для обороны «Горьковского района», как выразился главнокомандующий. Слюсарев отправился в путь в ту же ночь, несмотря на снегопад и мороз. Позднее он рассказывал:
«Встала проблема, как мне добраться до Горького. Тёмная ночь, дорога пустая и безлюдная. Решил идти пешком до города, а расстояние от Сеймы до Горького около 50 км. Через час моего хода в направлении к Горькому появился автомобиль ЗИС-101. Встал я поперёк дороги и поднял кверху руку, но шофёр обошёл меня справа и продолжал уходить на повышенной скорости в сторону города. Я выхватил револьвер и открыл стрельбу вверх. Пассажиры этой машины, наверное, испугались и остановились. Это были какие-то руководящие „товарищи“ из Москвы. После резкого разговора с ними я сел в машину и к рассвету доехал до Канавино, где в то время располагался Горисполком».
На месте полковник Слюсарев распорядился установить дневное и ночное патрулирование города и приказал рассредоточить 8 авиаполков по аэродромам дивизионного района.
В декабре оргкомитетом было принято решение о создании нескольких больших бомбоубежищ в Верхней части города. К 15 февраля 1942 года предполагалось соорудить 5 объектов:
1. Кремль — Ивановский съезд под Мининским садом,
2. Набережная им. Жданова — напротив Горьковского индустриального института,
3. Почтовый съезд на улице Маяковского,
4. Казанский вокзал,
5. Овраг в конце улицы Воробьёва.

Их строили 2300 человек. Также по всему городу и его границам рыли окопы и возводили оборонительные укрепления. Однако впоследствии они не понадобились, так как 5 декабря 1941 года Красная Армия перешла в наступление.
В июне 1943 года противовоздушную оборону города осуществлял Горьковский корпусной район ПВО (генерал-майор артиллерии А. А. Осипов) и 142-я истребительная авиационная дивизия ПВО (подполковник В. П. Иванов). Эти соединения на 1 июня 1943 года имели 433 зенитных орудия среднего калибра и 82 малого калибра, 231 зенитный прожектор, 107 аэростатов, 13 РЛС орудийной наводки СОН-2 и две РЛС дальнего обнаружения «Пегматит» (РУС-2с), располагавшиеся в Правдинске и Сейме. Подразделения 142 ИАД, базировавшиеся на аэродромах в Стригине, Правдинске и Дзержинске, имели 47 экипажей, подготовленных для действий ночью.

#### Действия ПВО
Несмотря на значительную численность и оснащённость сил ПВО, предотвратить прицельное бомбометание не удалось. Длительное отсутствие бомбардировок и успешное наступление Красной Армии способствовали ослаблению бдительности. Выявилось много недостатков в организации обороны. Автозаводский район прикрывал 784-й зенитно-артиллерийский полк, состоявший в основном из девушек, недавно заступивших на службу. Одна из РЛС «Пегматит» из-за высокого берега Оки имела большую «мёртвую зону» в секторе обзора. Расчёты СОН-2 также были не подготовлены, и зенитная артиллерия вела заградительный огонь без точного целеуказания. Взаимодействие с прожекторами не было отработано. Командные пункты ПВО в подвалах зданий выводились из строя при их разрушении, проводная связь часто прерывалась разрывами бомб. Истребители, не имея опыта ведения боя в ночных условиях, пытались таранить бомбардировщики, не израсходовав боезапас. Немалая часть сил ПВО также была отвлечена на защиту северного промышленного района города, где располагались авиационный, артиллерийский и танковый (Красное Сормово) заводы, имевшие большое стратегическое значение.
После первых бомбардировок были приняты срочные меры по переброске в район автозавода дополнительных зенитных орудий и боеприпасов, улучшалась связь и система управления огнём. Изменили схему заградительного огня. На направлениях действий немецкой авиации создавались две линии завес на расстоянии 2—3 и 6—7 километров от автозавода, на крышах цехов устанавливались пулемёты для стрельбы по низколетящим самолётам. Последующие налёты встречались более организованно, на подходе к Горькому. Всего было сбито 14 самолётов, из них зенитными батареями — 8, истребителями — 6 (по другим данным, сбито 23, повреждено около 210).

### Маскировка Горького
Помимо противовоздушной обороны города, правительство Советского Союза приняло решение построить в Горьком ряд «ложных объектов». В архиве Нижнего Новгорода сохранился документ под названием: «Постановление Горьковского городского комитета обороны „О строительстве ложных объектов промышленных предприятий г. Горького“» от 1 августа 1942 года.
В целях отвлечения самолетов противника от оборонных объектов, комитет обороны постановляет:
1. Создать на подступах к г. Горькому ряд ложных объектов, имитирующих действительные оборонные объекты города.
Предоставленную Горьковским корпусным районом ПВО и штабом МПВО города Горького дислокацию ложных объектов утвердить.
Предложить директорам заводов: № 21 <…>, № 92 <…>, № 112 <…>, автозавода имени Молотова <…>, имени Ленина <…> и стеклозавода имени М. Горького <…> немедленно разработать проекты ложных объектов, согласовать их со штабом МПВО города и осуществить строительство в срок до 15-го августа с.г.
Директорам указанных предприятий обеспечить объекты связью и особыми командами для охраны и выполнения специальных указаний командования в условиях воздушных налётов.
3. Порядок оперативного ввода в действие ложных объектов разработать командующему Горьковским корпусным районом ПВО совместно с начальником МПВО города Горького.

Председатель Горьковского комитета обороны М. Родионов
В результате этого постановления в деревне Мордвинцево, рядом с селом Федяково, был выстроен огромный муляж Автозавода. Он был сделан, в основном, из стекла и фанеры. Ночью на его территории горел свет, который с запозданием выключался после объявления воздушной тревоги. Немецкие бомбардировщики начинали путаться и бомбили муляж вместо самого завода.
Ещё одним важным стратегическим объектом для маскировки являлся завод «Двигатель Революции». Он к тому времени был уже изрядно разрушен, однако продолжал работать. Для его маскировки горьковчане применили «московскую» технологию раскраски улиц. Прямо по улице и по самому заводу были нанесены рисунки, изображающие частные дома и городскую застройку. Таким образом они «продлили» деревню Молитовка прямо на территорию завода. «Двигатель Революции» визуально исчез для лётчиков. С большой высоты было видно только ложную деревню.
На Окском мосту применили иную технологию маскировки. Для этого на воду были спущены катера, которые всё время находились рядом с мостом. При объявлении воздушной тревоги они выпускали специальную плотную дымовую завесу. И, как немцы ни старались уничтожить мост, им это не удавалось из-за плохой видимости.

## Восстановление города

### Восстановление автозавода
Восстановительные работы начались уже во время бомбардировок и продолжались в нарастающем темпе. Привлекались строительно-монтажные бригады из Москвы, с Урала, Сибири, из Средней Азии. Общая численность работающих достигла 35 тысяч. Для пропагандистской поддержки с 7 июня на заводе начала работу выездная редакция газеты «Правда». В первую очередь был запущен колёсный цех, основные восстановительные работы были закончены за 4 месяца. Официальной датой восстановления Горьковского автозавода считается 28 октября 1943 года. В этот день был отправлен рапорт И. В. Сталину, который подписали 27 тысяч строителей.

## Память

### Даты
- 4 ноября 1941 года — День начала бомбардировок;
- 23 июня 1943 года — День окончания бомбардировок.

### Памятники обороны Горького
- Вечный огонь в Кремле;
- Мемориал «Горьковчане — фронту»
- Вечный огонь в парке Славы, напротив 6й проходной Горьковского автозавода;
- Мемориал «Горьковский рубеж обороны» (Богоявление);
- Панно «Наша Победа» в нишах кремлёвской стены[16];
- Памятник солдатам 322-й стрелковой дивизии «Воин-победитель»;
- Братская могила с обелиском автозаводцам, погибшим на трудовом посту во время налётов 1941—1943 годов (Автозаводское районное кладбище);
- Обелиск Славы на Братской могиле в Сормове;
- Стела памяти погибшим работникам завода (Пивоваренный завод «Волга»);
- Обелиск памяти медиков-горьковчан, погибших в годы Великой Отечественной войны (Психиатрическая больница № 1).

### В культуре
Песня «Бомбардировка Горького» от «Отзвуки Нейтрона»